# 王領プロイセン

王領プロイセン
Prusy Królewskie (ポーランド語)
Königliches Preußen (ドイツ語)

1575年のポーランド＝リトアニア共和国のうちの当該領域
王領プロイセン（Royal Prussiaと記載）と
公領プロイセン（Ducal Prussiaと記載）

王領プロイセン（おうりょうプロイセン、ポーランド語: Prusy Królewskie、ドイツ語: Königliches Preußen）は、近世ヨーロッパに存在した地域区分であり、ポーランドおよびドイツの歴史的な支配領域の一つである。

## 概要
1466年に第二次トルンの和約によって成立した、ポーランド王を君主としたプロイセン（プロシア）地方の領域である。1569年にルブリン合同によってポーランド・リトアニア共和国が成立するとポーランド王国側の領土となり、1772年の第一次ポーランド分割によってプロイセン王国に併合されるまで存続した。
名称は似ているがプロイセン公国、プロイセン王国とは異なることに注意が必要である。王領プロイセンはあくまでポーランド王国の領土であった。一方、プロイセン公国はポーランド王国を宗主国とする従属国として成立し、1660年にポーランド王国から独立した領域であり、プロイセン王国はその後身である。

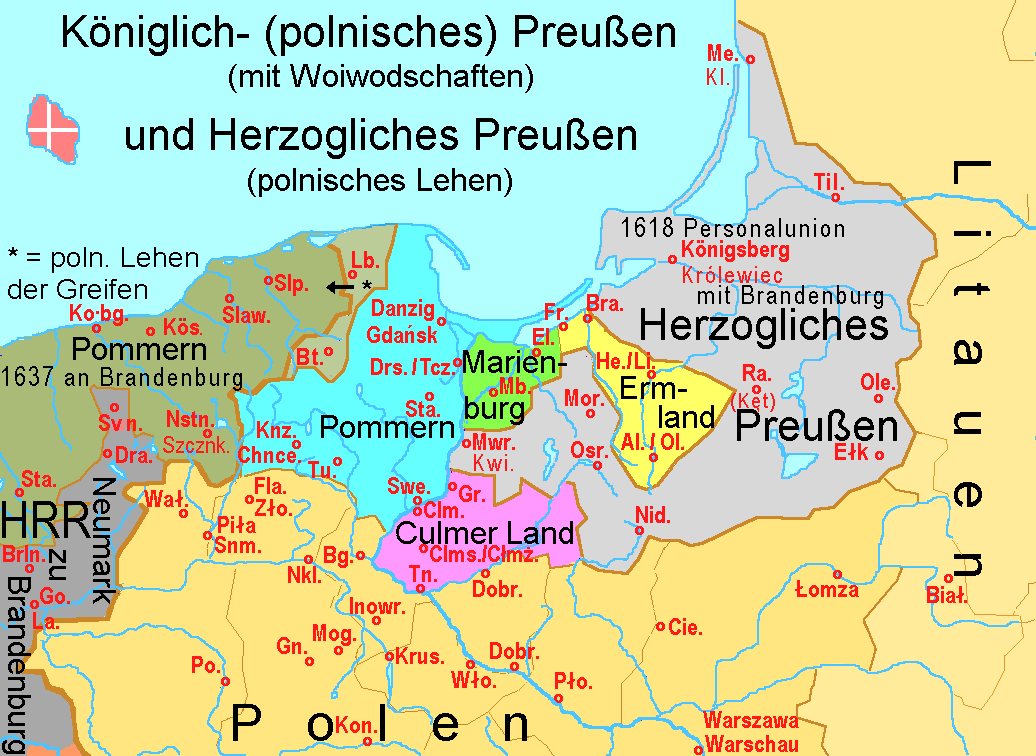
第二次トルンの和約で成立した王領プロイセン（1466年 - 1772年、ポーランドの領土）の区分。青はポメレリア、赤はクルマーラント、緑はエルビングとマリーエンブルク、黄色はヴァルミア司教領（エルムラント）